# Abbaye d'Échourgnac
De Abbaye d'Échourgnac in de Dordogne is in 1868 gesticht als cisterciënzerabdij van de trappisten. De monniken waren opgeroepen daar te komen helpen na een desastreuze malaria-epidemie in de streek. De monniken waren afkomstig van de Abbaye du Port-du-Salut in de Mayenne, ze bouwden behalve een abdij ook een kaasmakerij, gebruik makend van het recept van de Port-du-Salut. In 1910 hebben de trappisten de abdij verlaten, om in 1923 vervangen te worden door zusters van de cisterciënzerorde. De zusters hebben het kaasmaken van de trappisten overgenomen – in de tussenliggende tijd is die kennis door de groep van melkaanleverende boeren bewaard.

## Fromage d'Échourgnac
Fromage d'Échourgnac is een Franse kaas, geproduceerd in de abdij van Échourgnac. De kaas kent een rijpingstijd van ongeveer één maand.
De kaas wordt geproduceerd in twee smaken: nature en affiné à la liqueur de noix , de laatste kaas is tijdens het rijpingsproces gewassen met notenlikeur.